# Mbini (cours d'eau)
Pour les articles homonymes, voir Benito et Mbini.
Le Mbini (appelé Benito par les Espagnols, Wele ou Woleu sur son cours supérieur dans sa partie gabonaise) est le principal fleuve de la région continentale de la Guinée équatoriale.

## Géographie
Il prend sa source au Gabon, avant de traverser la Guinée équatoriale suivant une orientation est-ouest, jusqu'à ce qu'il se jette dans le golfe de Guinée près de la ville de Mbini. Il mesure 338 kilomètres.